# 坂野結衣
坂野 結衣（さかの ゆい、1994年7月18日 - ）は、日本の女子レスリング選手。大阪府出身。階級は60kg級。身長160cm。

## 来歴
吹田市民教室でレスリングを始めた。1年後輩には後にリオデジャネイロオリンピックのフリースタイル57kg級銀メダリストとなる樋口黎がいた。小学生時代は全国少年少女大会で3度の優勝を飾った。中学時代には2年から全日本女子選手権（中学の部）と全日本女子オープン選手権（中学生の部）で2連覇、3年の時には全国中学生選手権52kg級とクリッパン女子国際大会カデットの部56kg級でも優勝した。安部学院高校へ進むと、1年の時からジュニアクイーンズカップとJOC杯カデットの部及び全日本女子オープン選手権（高校生の部）でそれぞれ2連覇した。また、アジアカデット選手権で優勝すると、クリッパン女子国際大会カデットの部で2連覇した。2年の時には世界カデット選手権で優勝すると、クリッパン女子国際大会ではシニアの部59kg級で優勝を飾った。3年の時にはアジアジュニア選手権と全国高校女子選手権で優勝すると、続く全日本女子オープン選手権（シニアの部）とゴールデングランプリでも優勝を果たした。全日本選手権では決勝まで進むが至学館大学の伊藤彩香に敗れた。クリッパン女子国際大会シニアの部では右肘をケガした影響で5位にとどまり、以降は長期のリハビリテーションに取り組むこととなった。2013年に日本大学へ進学すると、2年の時にはJOC杯ジュニアの部で優勝してケガからの復調を印象付けた。さらには、アジアジュニア選手権と全日本学生選手権でも優勝した。3年の時には全日本学生選手権で2連覇すると、全日本女子オープン選手権（シニアの部）でも優勝した。リオデジャネイロオリンピック代表にはなれなかったが、そのテスト大会では58kg級で優勝を飾った。4年の時には全日本選抜選手権60kg級の決勝で東新住建の伊藤彩香を破って優勝すると、全日本学生選手権では3連覇を成し遂げた。オリンピック非採用の階級だけで実施された世界選手権では60kg級に出場するも5位にとどまった。デーブ・シュルツ記念国際大会では優勝した。2017年には警視庁の所属となると、全日本選抜選手権60kg級では決勝でリオデジャネイロオリンピック63kg級金メダリストであるジャパンビバレッジの川井梨紗子に敗れた。全日本社会人選手権で優勝すると、初開催となった23歳以下の世界一を決める大会であるU-23世界選手権では決勝でウクライナの選手を7－3で破って、60kg級の初代世界チャンピオンとなった。2023年のアジア選手権で優勝した。

## 主な戦績
52kg級での戦績
- 2007年 -　全日本女子オープン選手権（中学生の部）　2位
- 2008年 -　全日本女子選手権（中学生の部）優勝
- 2008年 -　JOC杯カデットの部　3位
- 2008年 -　全国中学生選手権　3位
- 2008年 -　全日本女子オープン選手権（中学生の部）優勝
- 2009年 -　全日本女子選手権（中学生の部）優勝
- 2009年 -　JOC杯カデットの部　2位
- 2009年 -　全国中学生選手権　優勝

56kg級での戦績
- 2009年 -　全日本女子オープン選手権（中学生の部）優勝
- 2010年 -　クリッパン女子国際大会　カデットの部　優勝
- 2010年 -　ジュニアクイーンズカップ カデットの部　優勝
- 2010年 -　JOC杯カデットの部　優勝
- 2010年 -　アジアカデット選手権　優勝
- 2010年 -　全国高校女子選手権　2位
- 2010年 -　全日本女子オープン選手権（高校生の部）優勝
- 2011年 -　クリッパン女子国際大会　カデットの部　優勝
- 2011年 -　ジュニアクイーンズカップ カデットの部　優勝
- 2011年 -　JOC杯カデットの部　優勝
- 2011年 -　世界カデット選手権　優勝
- 2011年 -　全日本女子オープン選手権（高校生の部）優勝（60kg級）

59kg級での戦績
- 2012年 -　クリッパン女子国際大会　シニアの部　優勝
- 2012年 -　ジュニアクイーンズカップ ジュニアの部　2位
- 2012年 -　JOC杯ジュニアの部　3位
- 2012年 -　アジアジュニア選手権　優勝
- 2012年 -　全国高校女子選手権　優勝（60kg級）
- 2012年 -　ゴールデングランプリ　優勝
- 2012年 -　全日本女子オープン選手権（シニアの部）　優勝
- 2012年 -　全日本選手権　2位
- 2013年 -　クリッパン女子国際大会　シニアの部　5位
- 2014年 -　ジュニアクイーンズカップ ジュニアの部　2位
- 2014年 -　JOC杯ジュニアの部　優勝（63kg級）
- 2014年 -　アジアジュニア選手権　優勝

60kg級での戦績
- 2014年 -　全日本学生選手権　優勝
- 2014年 -　ブラジルカップ　2位
- 2015年 -　全日本選抜選手権　3位
- 2015年 -　全日本学生選手権　優勝
- 2015年 -　全日本女子オープン選手権（シニアの部）　優勝
- 2015年 -　全日本選手権　3位
- 2016年 -　リオデジャネイロオリンピック テスト大会　優勝（58kg級）
- 2016年 -　全日本選抜選手権　優勝
- 2016年 -　全日本学生選手権　優勝
- 2016年 -　世界選手権　5位
- 2016年 -　全日本選手権　3位
- 2017年 -　デーブ・シュルツ記念国際大会　優勝
- 2017年 -　全日本選抜選手権　2位
- 2017年 -　全日本社会人選手権　優勝
- 2017年 -　デーブ・シュルツ記念国際大会　3位（62kg級）
- 2017年 -　U-23世界選手権　優勝
- 2017年 -　全日本選手権　3位（59kg級）

62㎏級での戦績
- 2018年 -　全日本社会人選手権　2位
- 2019年 -　全日本選抜選手権　3位
- 2019年 -　全日本社会人選手権　優勝
- 2019年 -　東京オリンピックテスト大会　優勝
- 2019年 -　ビル・ファーレル国際大会 優勝
- 2021年 -　全日本選抜選手権　2位
- 2021年 -　全日本選手権　3位

59㎏級での戦績
- 2022年 -　全日本選手権　2位
- 2023年 -　ザグレブ・オープン　2位
- 2023年 -　アジア選手権　優勝
- 2023年 -　全日本選抜選手権　3位
- 2024年 -　全日本選抜選手権　3位
- 2024年 -　全日本選手権　3位

（出典）